# Manuel Basílio Coelho Borges Rocha
Manuel Basílio Coelho Borges Rocha (Ilha Terceira, Açores, Portugal, 14 de Junho de 1846 — 15 de Julho de 1894) foi um político português que entre outros cargos, exerceu o de vereador da Câmara Municipal de Angra do Heroísmo, de tesoureiro da mesma câmara, vogal da Junta Geral, agente consular do Vaticano, advogado de provisão, e administrador do concelho e comissário de polícia interino. Colaborou em vários jornais, e publicou “O Boletim Judicial”.

## Relações familiares
Foi filho de Manuel Augusto Coelho Borges (26 de Outubro de 1816 -?) e de D. Carlota Augusta de Sousa Rocha (1820 -?).
Casou em 6 de Fevereiro de 1869 com D. Ana Isabel do Canto Barcelos Machado de Bettencourt (Nossa Senhora da Conceicão, Angra do Heroísmo (1 de Julho de 1849 - Sé, Angra do Heroísmo 20 de Fevereiro de 1919), de quem teve:
1. D. Maria Isabel Francisca de Paula do Canto de Barcelos Coelho Borges (22 de Junho de 1870 -?) e que casou com Augusto César de Abreu Nunes.
2. D. Aldegundes de Jesus Maria de Barcelos Coelho Borges (30 de Abril de 1880 - ?).
3. D. Maria das Neves de Barcelos Coelho Borges (29 de Setembro de 1874 -?) e que foi casada com João Forjaz do Monte e Freitas.
4. D. Carlota Augusta da Rocha de Barcelos Coelho Borges (23 de Janeiro de 1872 -?) e que casou com Domingos José Vieira Ribeiro.
5. Manuel Augusto de Barcelos Coelho Borges (19 de Outubro de 1884 -?).
6. D. Maria de Lourdes de Barcelos Coelho Borges (15 de Abril de 1881 - ?).
7. Francisco de Assis de Barcelos Coelho Borges (Angra do Heroísmo, 26 de Abril de 1878 - Porto, 8 de Junho de 1942) e que casou com D. Maria das Mercês Recaño de Bianchi.